# ランボルギーニ・350GT
350GTは、イタリアの自動車メーカーランボルギーニが1964年5月から生産したグランツーリスモであり、量産市販車としてランボルギーニが初めて生産した乗用車である。

## 概要
カロッツェリア・トゥーリングの製作した「スーペルレッジェーラ」方式のボディを採用している。ボディパネルはアルミニウム合金製。
試作車であった350GTVから開発費や製造費などを減らすためにエンジンがウェットサンプ構造に変更され、圧縮比9.4、カムリフトを低くする等性能を下げる処理がされている。
300GTVのホイールベースは2,450 mmであったが、生産型の300GTの設計は2,500 mmに延長された。シートは前部2座席の他、後部に補助的な1座席が設けられていた。
生産台数は131台説、135台説、143台前後とする説がある。
後継車種は400GT。
また、ザガートの手が加えられたランボルギーニ・350GTザガートが2台製作された。